# Château de Verderonne
Le château de Verderonne  est un château situé sur la commune de Verderonne dans le département de l’Oise en France. Il bénéficie de multiples protections au titre des monuments historiques : classements par arrêté du 17 avril 1984, inscriptions le 17 avril 1984 et 7 mars 2008.

## Situation géographique
Le château est situé au 9 rue du Château à Verderonne en France. Le château se situe au nord du territoire communal, au sein d'un grand domaine, sur une île du grand étang. Le secteur nord du domaine est par ailleurs, situé sur le territoire communal de Rosoy.
Situé à 50 kilomètres au nord de Paris, et à proximité des communes de Clermont, Creil et Pont-Sainte-Maxence, le domaine de Verderonne est proche du Site des Marais de Sacy classé Natura 2000 à Sacy-le-Grand.
Le ruisseau Rhony (Rhodanus, Ronel), dont le nom signifie « petit ruisseau à la pente rapide », naît en quatre sources dans le parc du château.

## Historique

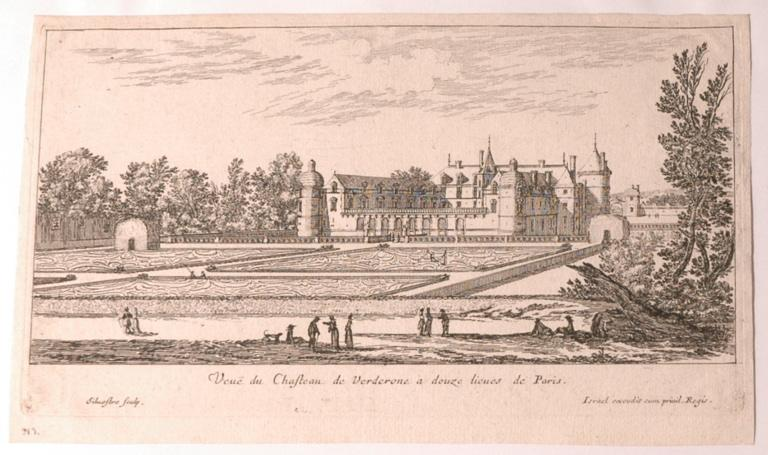
Dessin du château

La seigneurie de Verderonne a été établie en 1240, quand le chevalier Simon de Villers-Saint-Paul, déjà seigneur de plusieurs lieux dans les environs, reçoit des mains d'Alphonse III de Portugal et de Mathilde de Dammartin son épouse, un fief à Verderonne. La famille de Villers-Saint-Paul vend la seigneurie au baron de Gesvres en 1575, qui la cède à la maison de Laubespine en 1586. 
Sur les anciennes fondations d'un château fort du XIIIe siècle dont subsistent les deux tours rondes aux extrémités de la façade principale sud-ouest, il fait construire un nouveau château.
Claude de l’Aubespine obtient l’érection en marquisat de son domaine de Verderonne grâce à sa fidélité au roi pendant la Fronde. C’est en 1725 que la construction du nouveau château est achevée par Etienne-Louis marquis de Beaucourt et de Verderonne (petit fils de Charles).
Couvert de dette le marquis vend le domaine au comte d’Andlau qui y fera quelques modifications. En 1884 le général d’Andlau, sénateur de l’Oise vend le domaine à M. Baudrier, banquier à Paris. Le château sert d’hôpital de campagne lors de la Première Guerre mondiale et est occupé par l’armée allemande lors de la seconde. Le château est laissé à l’abandon plusieurs années avant de faire l’objet de nombreuses restaurations ces dernières années par le propriétaire actuel.

## Le domaine
L'édifice, à un étage et au toit à la Mansart, comporte une aile centrale et deux plus courtes ailes latérales en retour d'équerre, à l'arrière. La façade principale sud-ouest en pierre d'apparat s'établit sur neuf travées, dont trois incombent au corps central en légère saillie, surmonté par un fronton et deux tours rondes aux extrémités de la façade principale. Le perron comporte un escalier en double révolution. Parmi les éléments protégés au titre des monuments historiques à l'intérieur du château, l'on peut citer l'escalier principal avec sa rampe en fer forgé ; au rez-de-chaussée, la salle à manger, le grand salon, la chambre à alcôve (petit salon), la bibliothèque et la chambre ouest ; au premier étage, la chambre avec cheminée à trumeau rocaille, les deux chambres dans le pavillon central, la chambre de la tour est et la chambre au-dessus de la bibliothèque ; au deuxième étage, la chambre mitoyenne de la tour ouest.

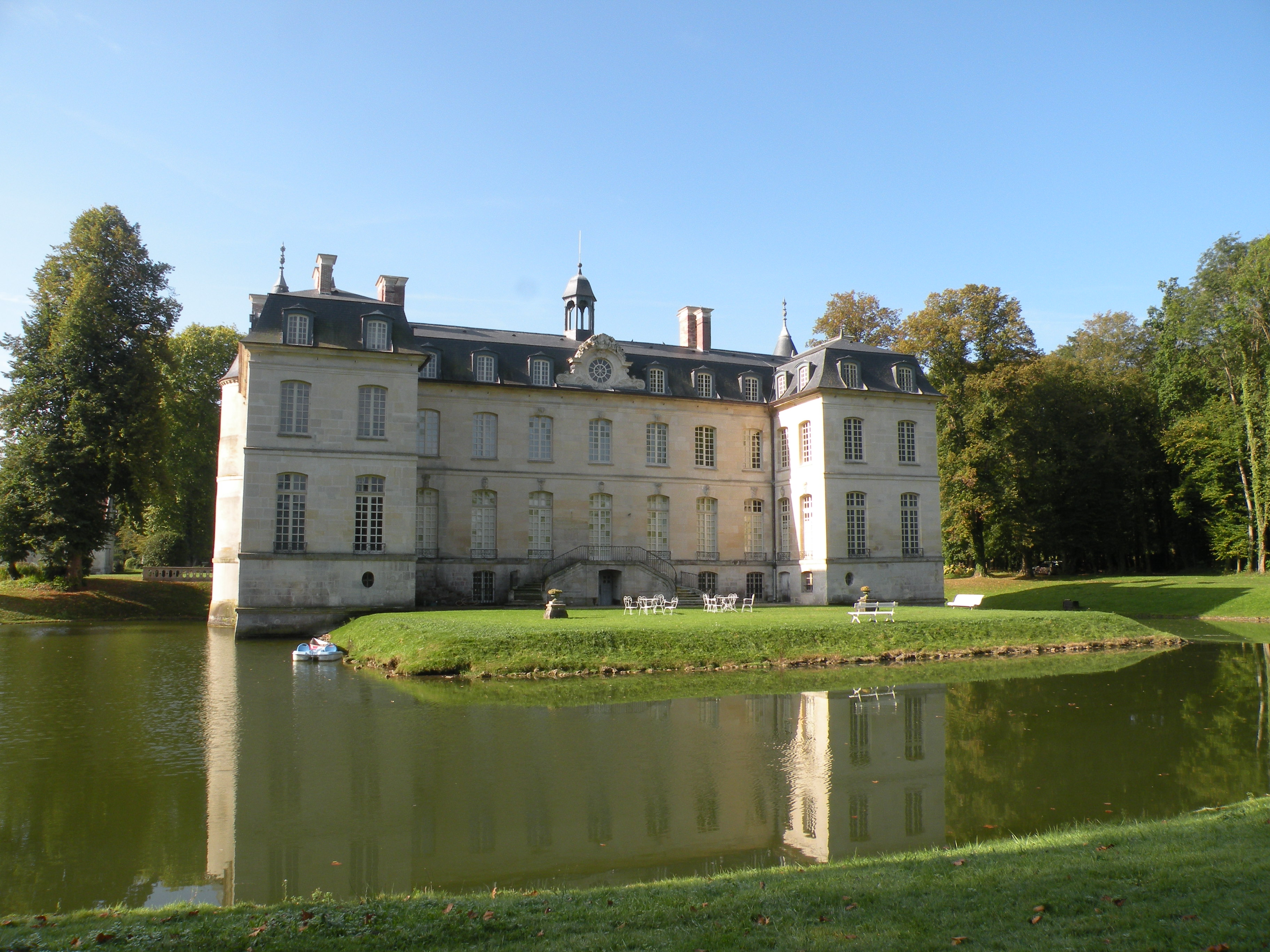
Façade arrière
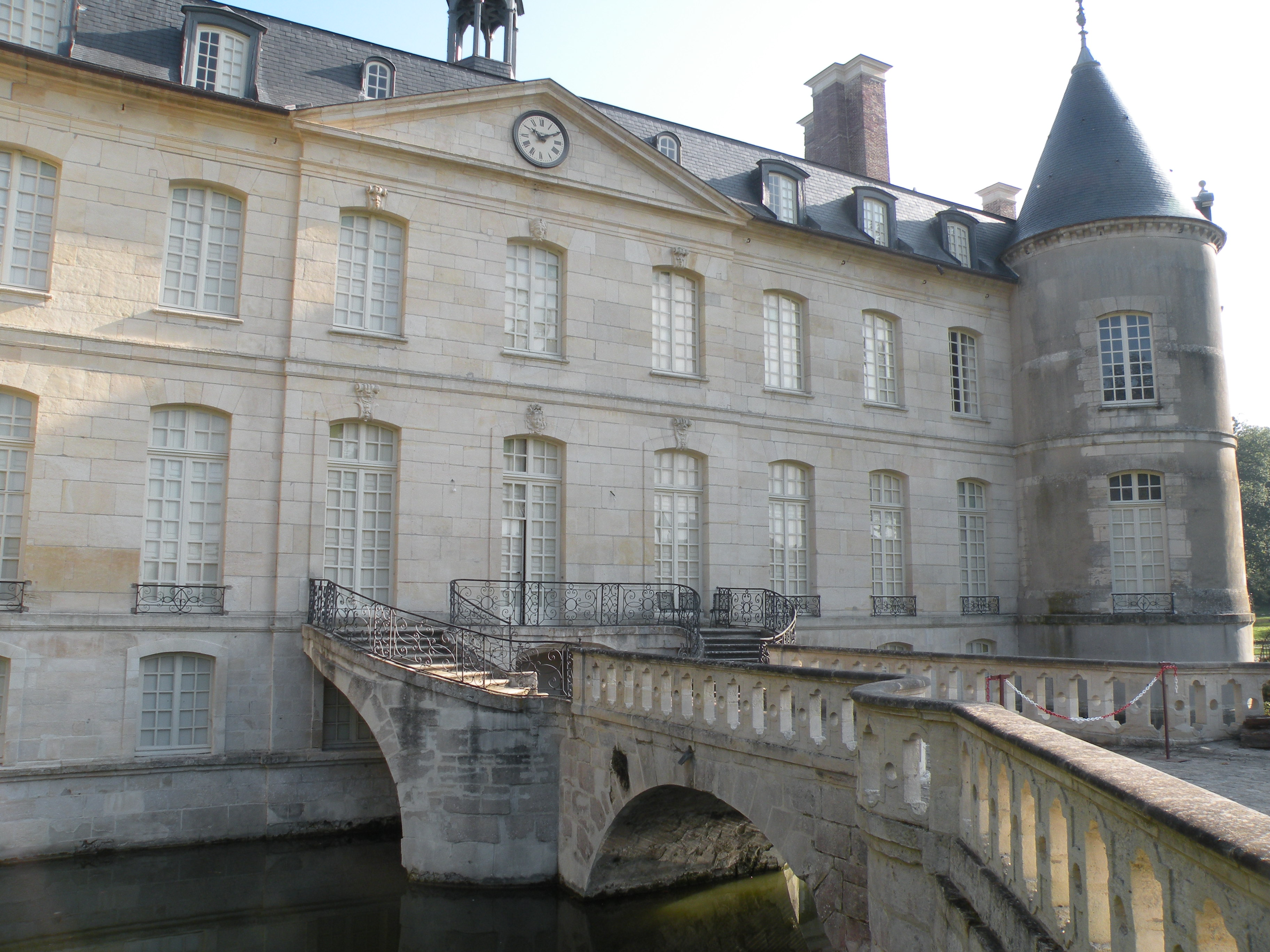
Le pont renaissance et son escalier en double révolution.
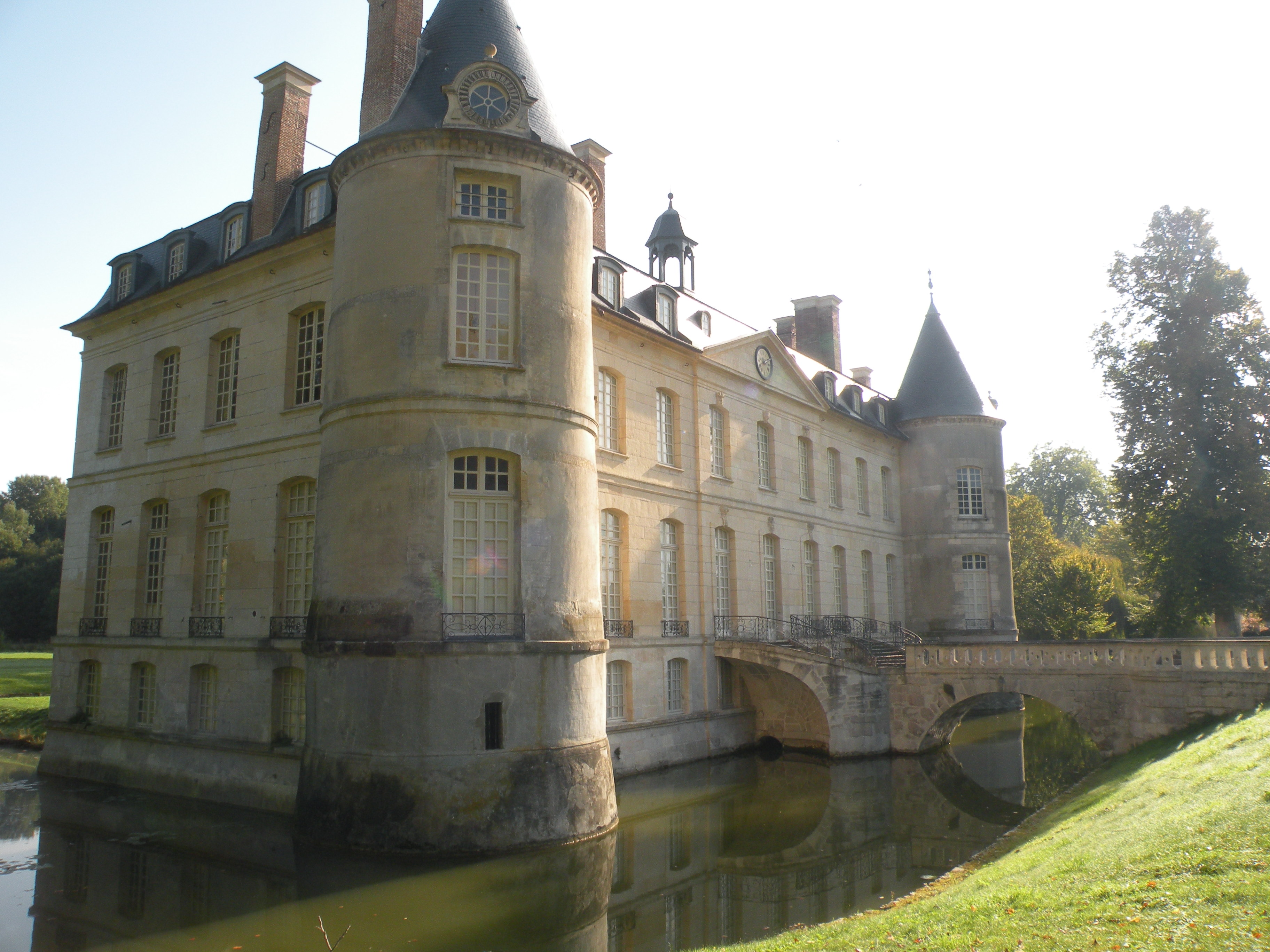
Tour de la façade principale
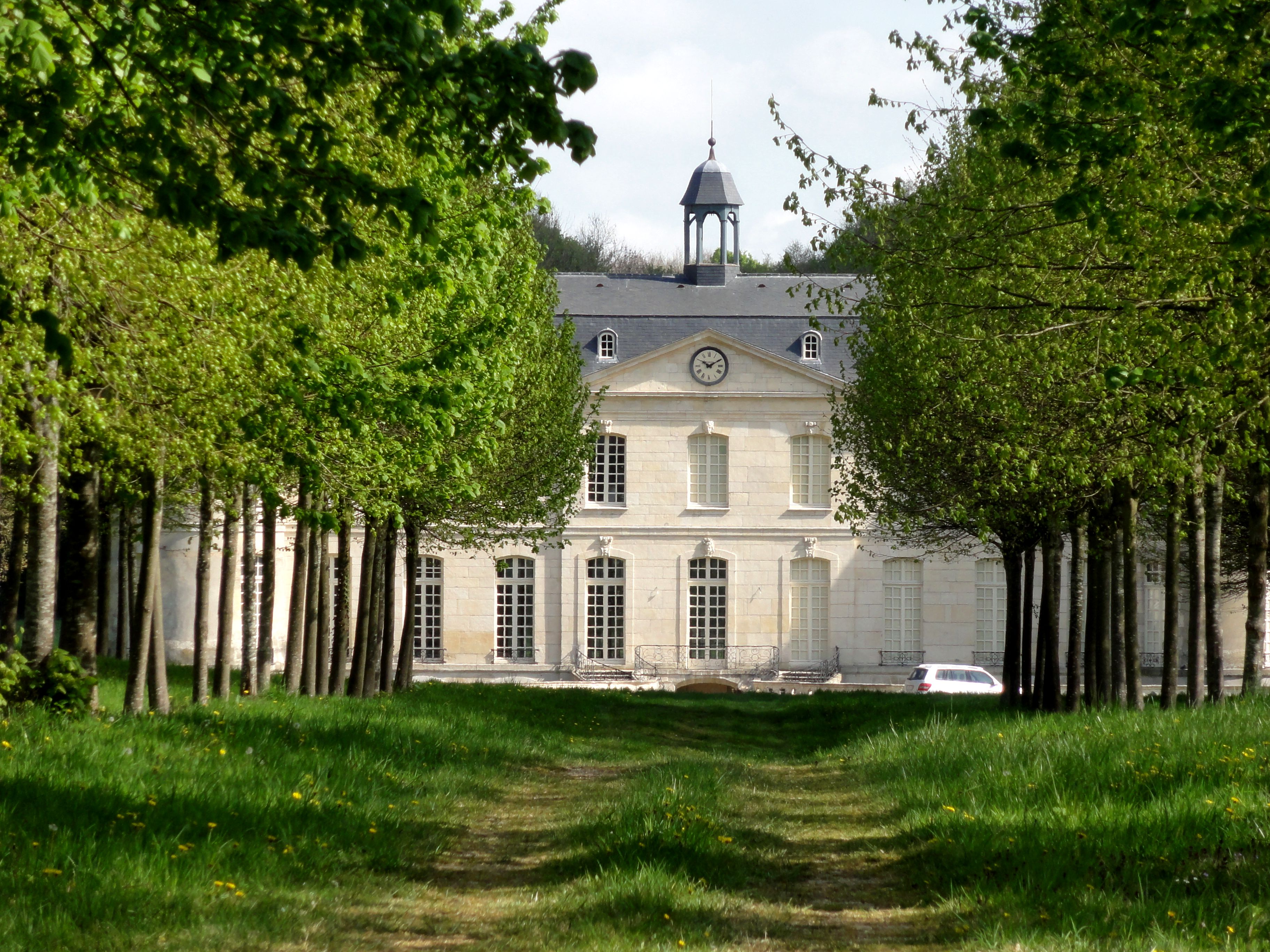
vue depuis l'allée

L'intérieur du domaine est aménagé en jardin anglais, le reste est occupé par des bois. L'allée d'accès au château part de la place des Tilleuls au hameau de Courincourt. Comme elle n'est pas rectiligne, le château n'est pas visible depuis la grille ; l'on peut seulement l’entr'apercevoir depuis le chemin de la Tour, chemin rural menant vers Rosoy.
Plusieurs bâtiments et éléments patrimoniaux, tous protégés, sont disséminés dans le parc : les vestiges des anciens communs (à l'ouest), les anciennes écuries, une grange, la laiterie, un théâtre avec sa machinerie, une serre hollandaise, une glacière, un pédiluve pour chevaux, un lavoir. Parmi ces éléments protégés, trois seulement sont bien visibles depuis le domaine public : le colombier octogonal (rue du Château), le bâtiment appelé la Tour et le saut-de-loup (chemin de la Tour),.

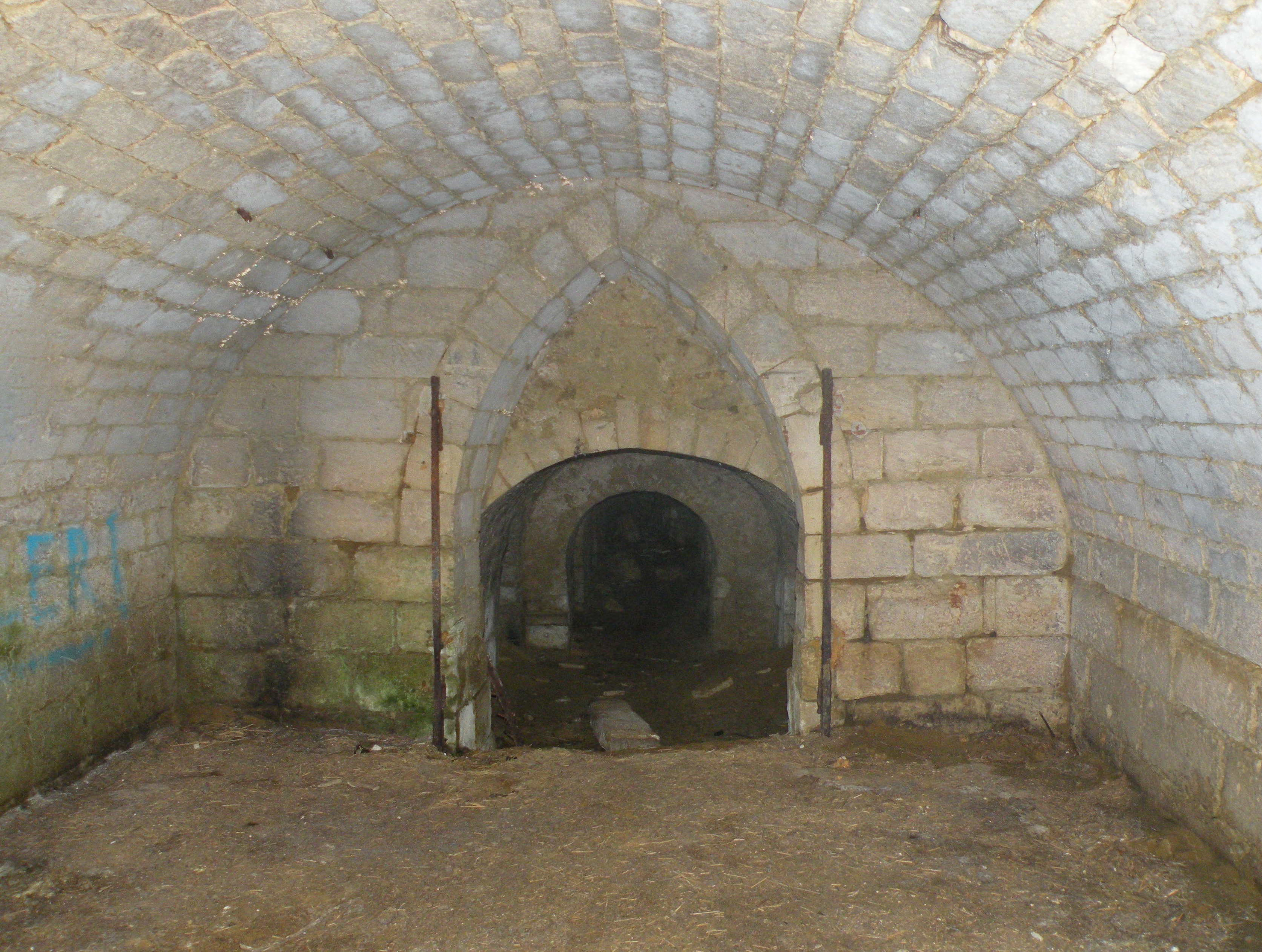
La glacière.
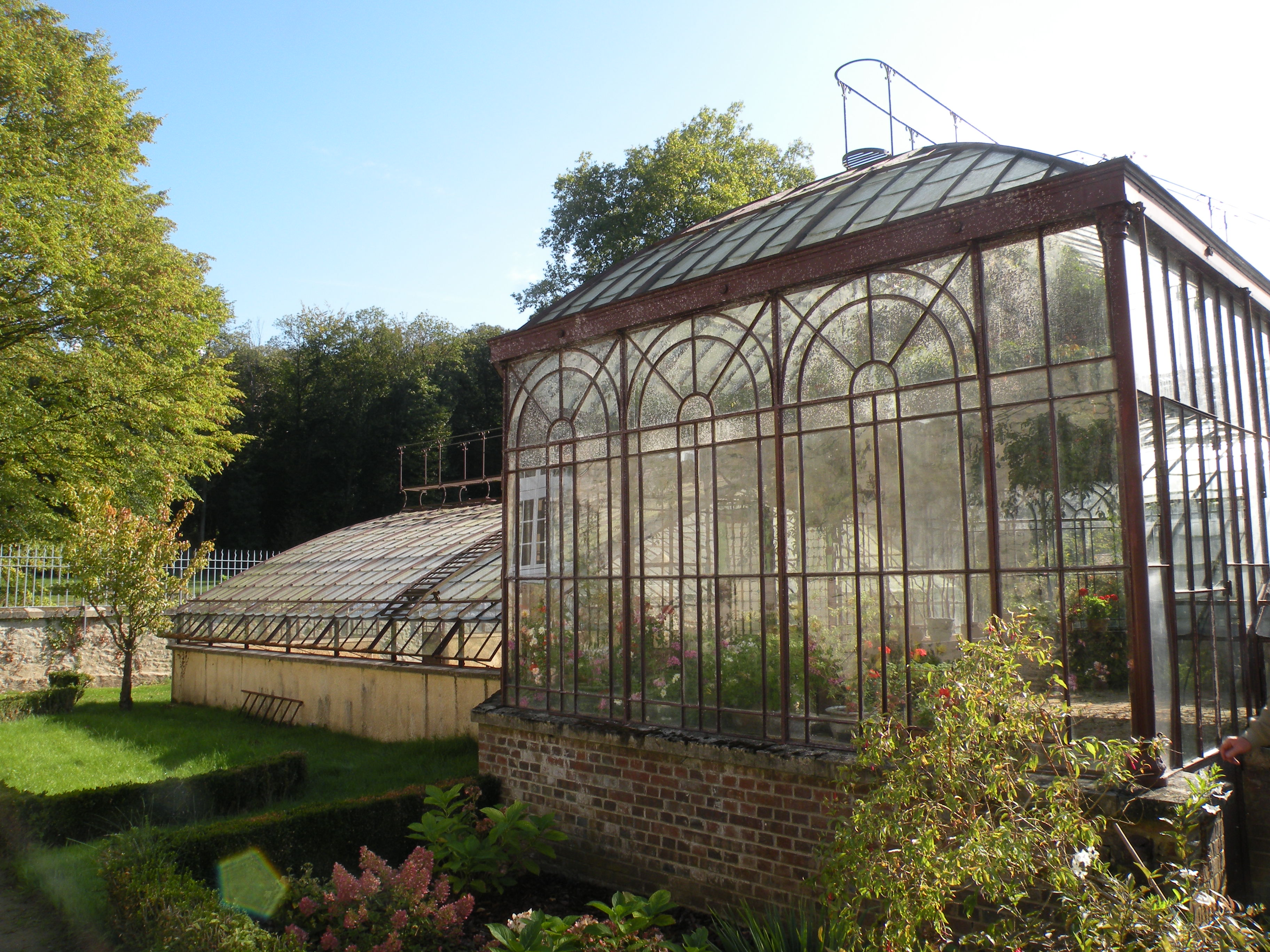
La serre.
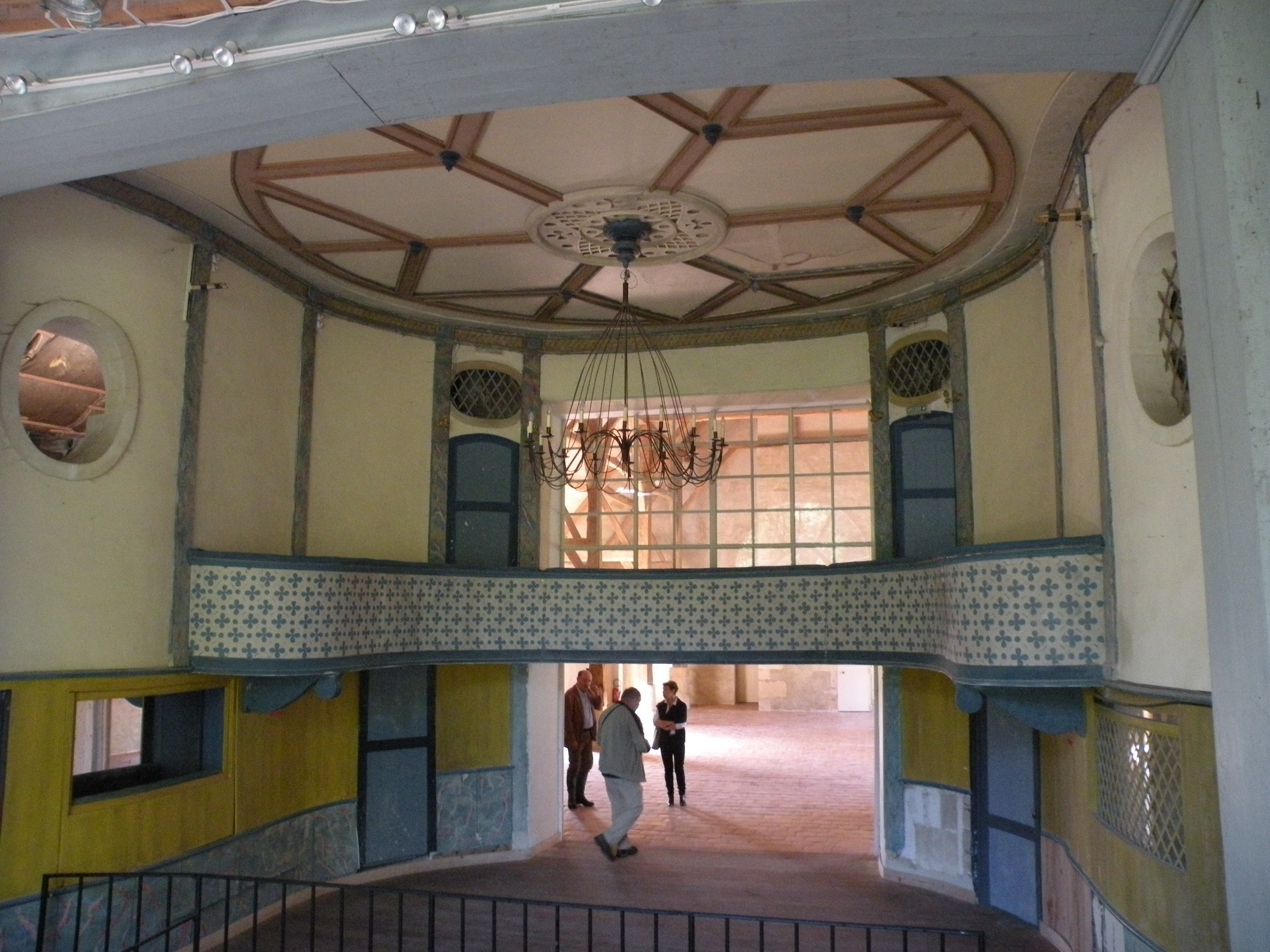
Le théâtre.
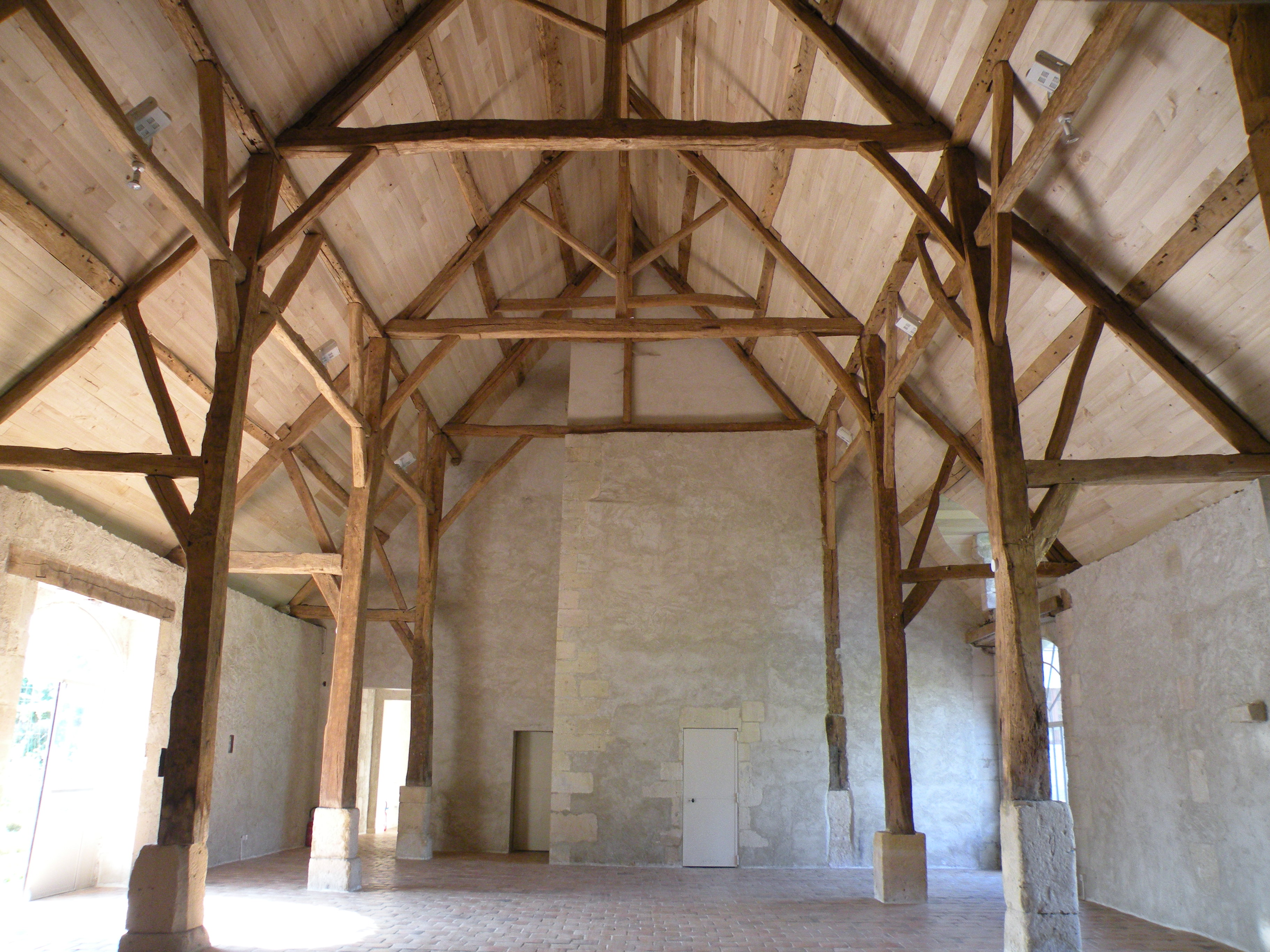
La grange.
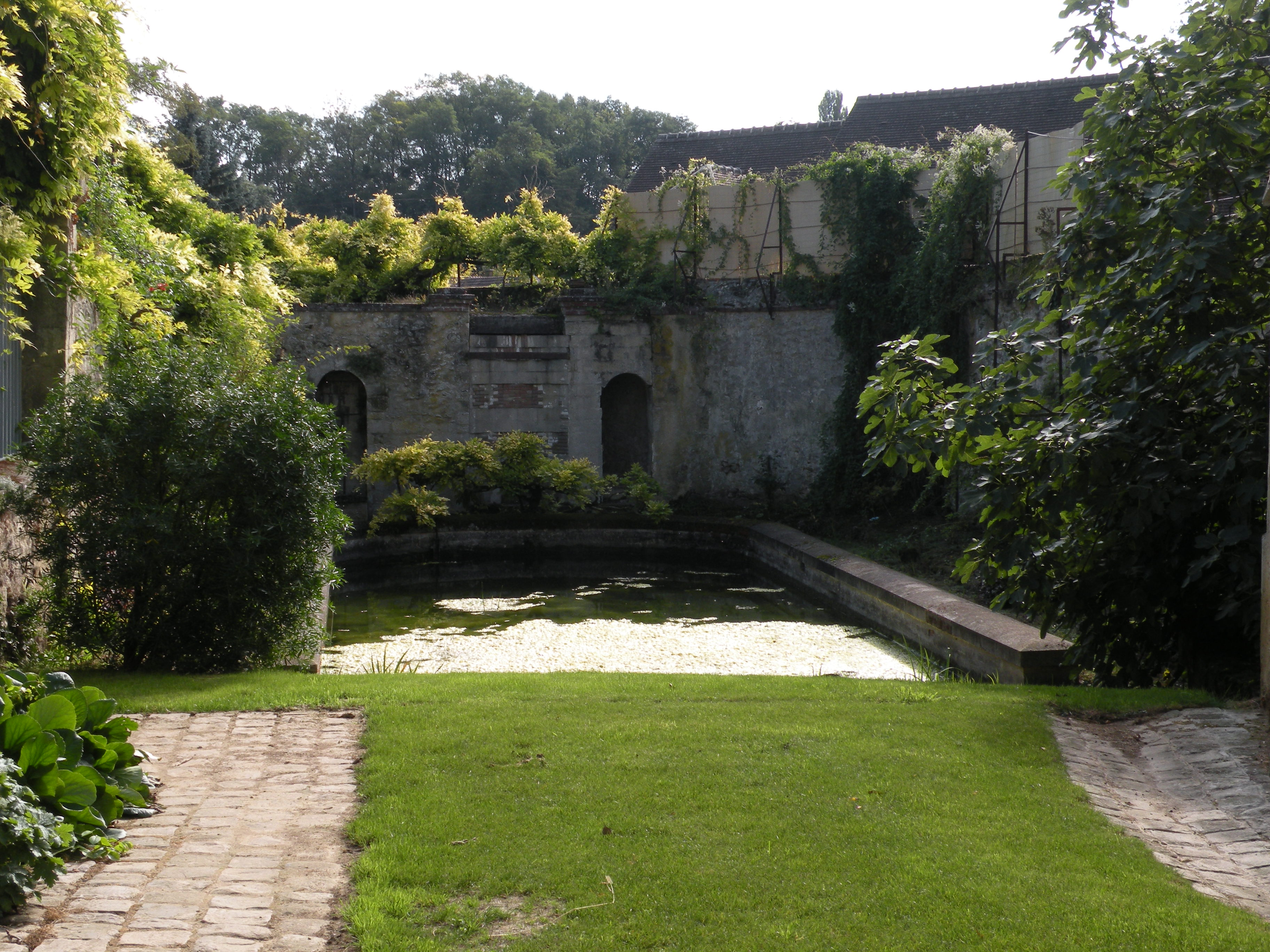
Le pédiluve.
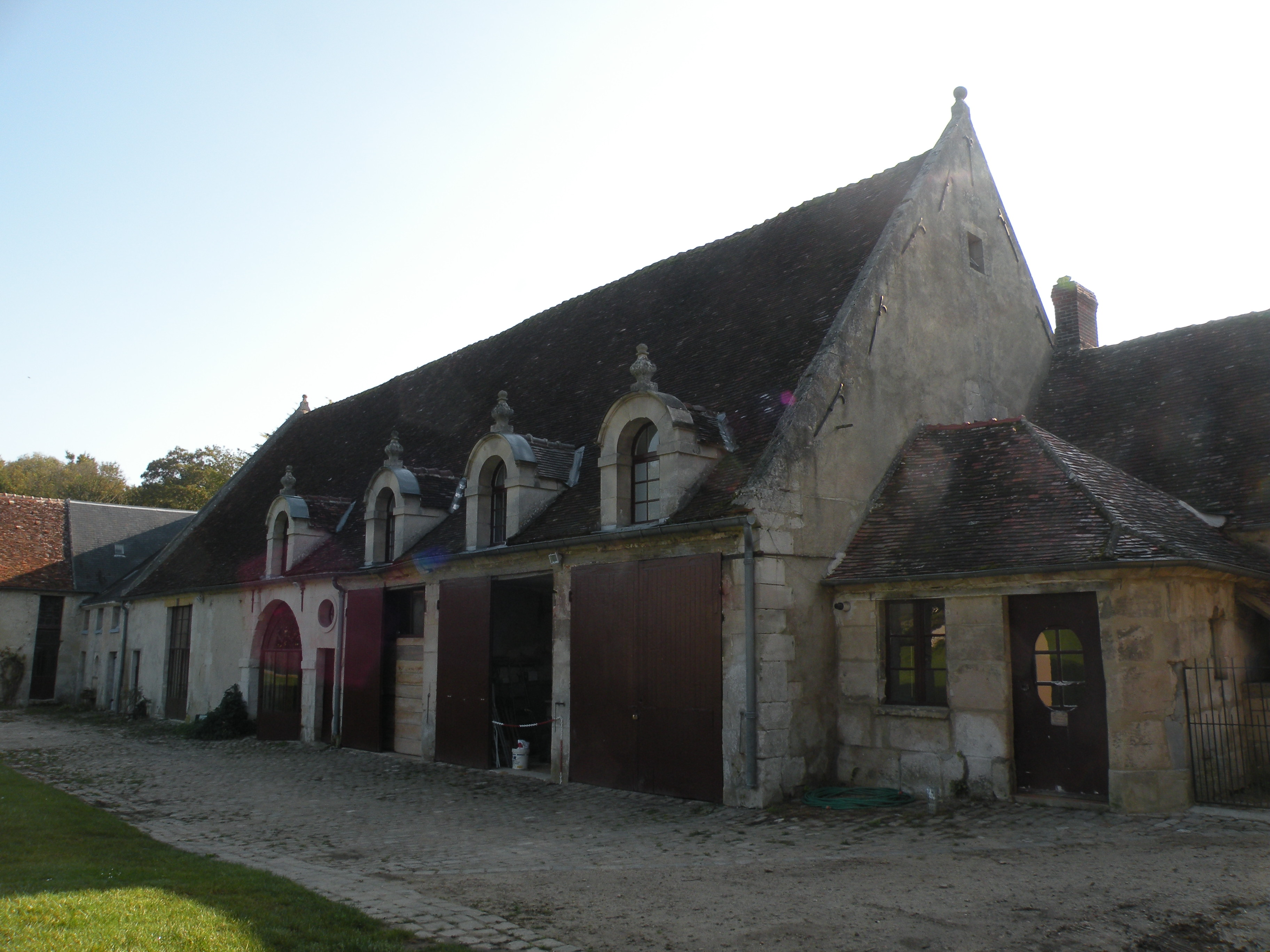
Les communs.
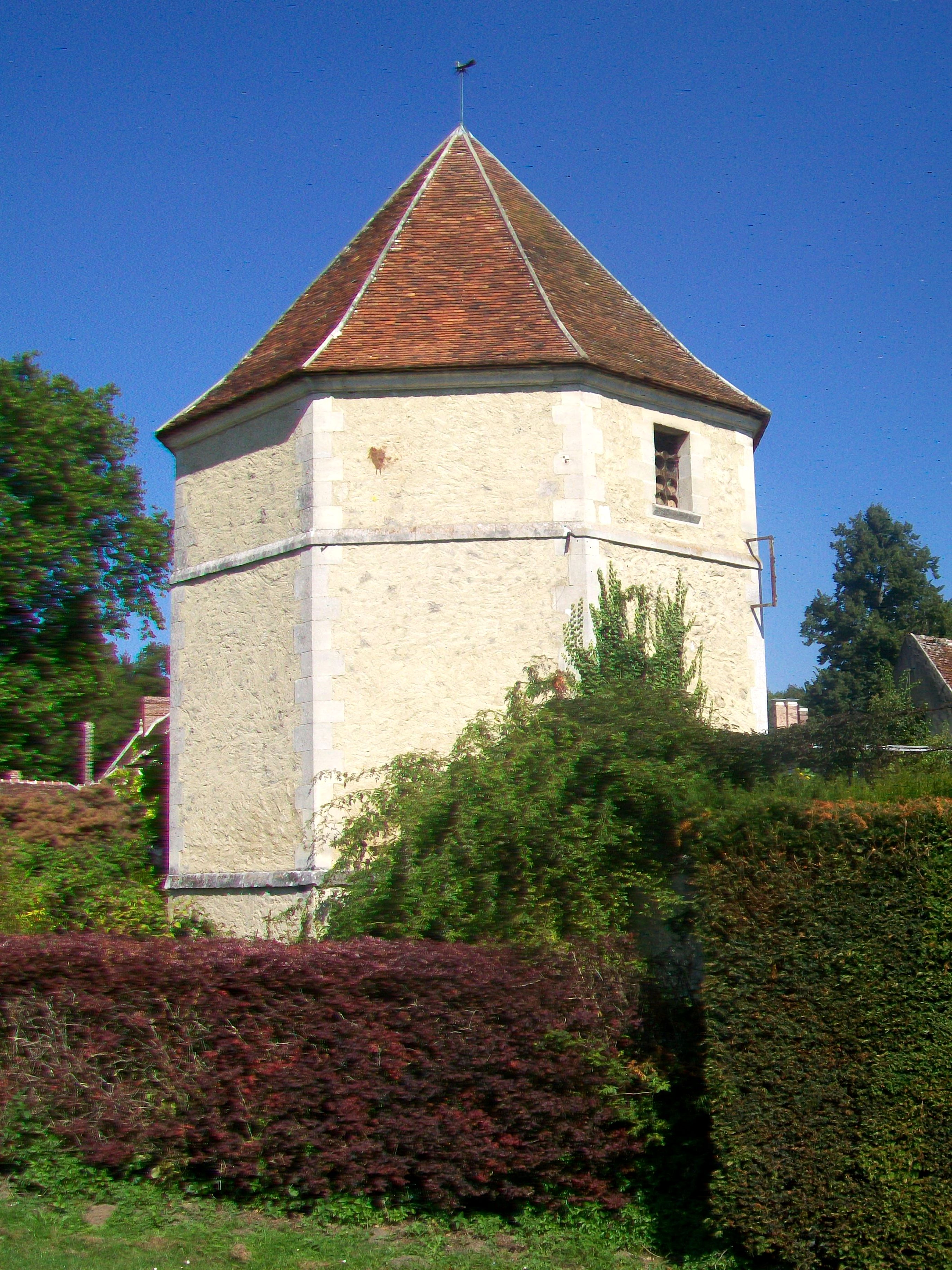
Le colombier.

## Destination actuelle
Les communs du château ont été aménagés en chambre d'hôtes et la grange sert de salle de réception.